# Kanton Château-Porcien
Kanton Château-Porcien (fr. Canton de Château-Porcien) je francouzský kanton v departementu Ardensko v regionu Champagne-Ardenne. Skládá se ze 47 obcí. Před reformou kantonů 2014 ho tvořilo 16 obcí.

## Obce kantonu
od roku 2015:
| - Aire - Alincourt - Annelles - Asfeld - Aussonce - Avançon - Avaux - Balham - Banogne-Recouvrance - Bergnicourt - Bignicourt - Blanzy-la-Salonnaise - Brienne-sur-Aisne - Château-Porcien - Le Châtelet-sur-Retourne - Condé-lès-Herpy | - L'Écaille - Écly - Gomont - Hannogne-Saint-Rémy - Hauteville - Herpy-l'Arlésienne - Houdilcourt - Inaumont - Juniville - Ménil-Annelles - Ménil-Lépinois - Neuflize - La Neuville-en-Tourne-à-Fuy - Perthes - Poilcourt-Sydney - Roizy | - Saint-Fergeux - Saint-Germainmont - Saint-Loup-en-Champagne - Saint-Quentin-le-Petit - Saint-Remy-le-Petit - Sault-Saint-Remy - Seraincourt - Sévigny-Waleppe - Son - Tagnon - Taizy - Le Thour - Vieux-lès-Asfeld - Villers-devant-le-Thour - Ville-sur-Retourne |

před rokem 2015:
- Avançon
- Banogne-Recouvrance
- Château-Porcien
- Condé-lès-Herpy
- Écly
- Hannogne-Saint-Rémy
- Hauteville
- Herpy-l'Arlésienne
- Inaumont
- Saint-Fergeux
- Saint-Loup-en-Champagne
- Saint-Quentin-le-Petit
- Seraincourt
- Sévigny-Waleppe
- Son
- Taizy